# Werner Dippon

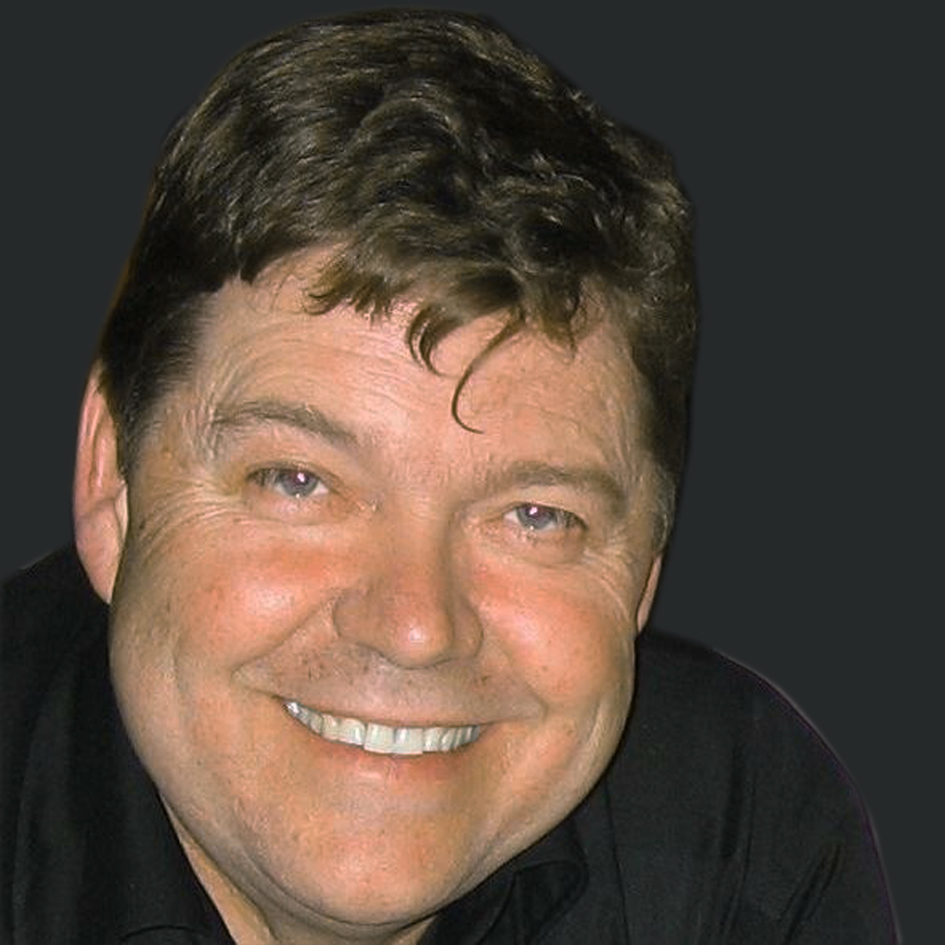
Werner Dippon (2018)

Werner August Dippon (* 10. Oktober 1948 in Mühlacker) ist ein deutscher Chorleiter, der sich durch innovative Choraktivitäten um den Chorgesang verdient gemacht hat.

## Leben
Werner Dippon ist verheiratet und lebt in Illingen, Baden-Württemberg.
Er sang als Kind im Schulchor und in der Chorvereinigung „Eintracht“ seines Heimatortes Illingen. Ab dem 16. Lebensjahr spielte er als Musiker in süddeutschen Tanzkapellen wie „The Collies“. Werner Dippon absolvierte eine Ausbildung zum Bankfachwirt und bekleidete verschiedene leitende Positionen. Als Initiator und Leiter mehrerer Chöre und Chorformationen sowie in der Chorleiterausbildung ist er seit 1971 tätig. Im Schwäbischen Sängerbund war er Gauchormeister bzw. Verbandschormeister des Chorverbands Enz. Aktuell ist er Chorleiter und Vorsitzender des Männerprojektchores MPC2000-Männerchor e.V. In der Social Angel Stiftung/Mundelsheim ist Werner Dippon Mitglied des Kompetenzteams.

## Wirken
Als Enzgau-Chormeister sprach Werner Dippon sich zur Zukunftssicherung der Gesangvereine für neue Wege im Chorbereich aus. Zu seinen innovativen Choraktivitäten zählen das Arrangieren und Veröffentlichen von zeitgenössischer Chorliteratur und Chormusik, Konzerte mit überregional bekannten Künstlern oder Chören wie dem Akademischen Männerchor der Moskauer Universität für Kernforschung „MEPhI-Männerchor“, auch zugunsten sozialer Projekte sowie nationale und internationale Chorwettbewerbe und Chorreisen auf fünf Kontinente, in mehr als 20 Länder und 50 Städte. „Mit diesen Reisen verbindet Werner Dippon auch sein Anliegen, für die Völkerverständigung zu werben“, betonte der ehemalige Ministerpräsident von Baden-Württemberg, Günther Oettinger, bei der Verleihung des Verdienstkreuzes am Bande des Verdienstordens der Bundesrepublik Deutschland an Werner Dippon 2009.
Zu Gotthilf Fischer und Walter Scholz unterhält Werner Dippon persönliche Beziehungen, die zu gemeinsamen Benefizkonzerten geführt haben. Von 2000 bis 2010 wirkte Werner Dippon mit dem Liederkranz Enzweihingen und dem Männerprojektchor des Chorverbands Enz bei den Jahreskonzerten der Fischer-Chöre in der Liederhalle Stuttgart mit. Auf die Frage, was ihn mit Werner Dippon verbinde, antwortete Gotthilf Fischer in einem Interview der Vaihinger Kreiszeitung vom 14. März 2009: „Dass er erkannt hat, die Chormusik auf diese Weise voranzutreiben, wie es der Fischer macht. Er macht vieles anders als ich, doch das ist völlig unwichtig.“ Auf die Frage, was wichtig sei, betonte Gotthilf Fischer im selben Interview: „Zu erkennen, wie ich in der heutigen Zeit einen Chor halte. Wenn jemand keine Ideen hat, hat er verloren.“

## Ehrungen
- Bundesverdienstkreuz am Bande.[15][16]
- Ehrennadel des Landes Baden-Württemberg.[17]
- Bürgermedaille der Großen Kreisstadt Vaihingen-Enz.[18]
- Eintrag ins „Goldene Buch“ der Gemeinde Illingen.[1]
- Silcher-Nagel-Medaille des Schwäbischen Sängerbundes.[19]
- Goldene Chorleiterehrennadel des Deutschen Sängerbundes.[1]